# Condado de las Torres de Alcorrín
El condado de las Torres de Alcorrín, comúnmente denominado condado de las Torres, es un título nobiliario español que el rey Carlos II otorgó en 1683 a Cristóbal de Moscoso y Montemayor, VII señor de las Torres de Alcorrín, un cortijo en la ciudad andaluza de Écija sobre el que su antepasado Garci Méndez de Moscoso había fundado un mayorazgo en 1512. El conde de las Torres tuvo después una fulgurante carrera militar, ascendió a capitán general y se distinguió durante la guerra de sucesión española como uno de los más destacados oficiales del bando borbónico. Ganada la guerra y el favor de Felipe V, el soberano le encomendó el cargo de virrey de Navarra entre 1723 y 1739, y premió sus servicios concediéndole el marquesado de Cullera, una importante donación territorial que incluía la rica albufera de Valencia, y después elevándolo a la grandeza de España como duque de Algete. 
El concesionario utilizó la dignidad como título principal hasta 1728, pero desde entonces tanto él como sus sucesores se titularon preferentemente duques de Algete, después marqueses de Alcañices al recaer la casa de Algete en el XVI marqués de Alcañices, por herencia materna, y finalmente duques de Alburquerque al adoptar este título los Alcañices. Sin embargo, a su muerte en 1942, el XVII duque de Alburquerque legó el condado de las Torres a una de sus hijas, Rosario Osorio, después duquesa de Santa Cristina, que a su vez lo acabó cediendo a su hijo menor Rafael Márquez, el actual titular, y así la merced ha vuelto a ostentarse de manera independiente.

## Historia
En 1505, Fernan Yáñez de Badajoz, alcalde mayor de Écija, y su mujer Beatriz de Montemayor, señora de Montalbán, vendieron esta villa y su castillo al marqués de Priego, y poco después, con el producto de la venta, compraron al conde de Feria los cortijos de Alcorrín, Guadalbuey, Cortillos, Benavides y Casas Altas, todos en Écija. Conforme a  su testamento de 1507, Beatriz dejó en herencia Alcorrín a su segundo hijo, Garci Méndez de Moscoso, que en 1521 lo vinculó, erigiendo sobre él un mayorazgo llamado «de las Torres de Alcorrín».
Su cuarto nieto Cristóbal de Moscoso Montemayor y Córdoba, nacido en 1656, era propietario del mayorzago al menos desde 1682, cuando remitió al rey un memorial solicitando se le concediese un título nobiliario sobre su señorío ecijano. La petición fue inicialmente denegada, pero al año siguiente Carlos II le concedió el condado de las Torres de Alcorrín.

## Condes de las Torres
|      | Titular                                    | Periodo    |
| ---- | ------------------------------------------ | ---------- |
| I    | Cristóbal de Moscoso Montemayor y Córdoba  | 1683-1749  |
| II   | Alonso de Zayas y Moscoso                  | 1749-1798  |
| III  | María de las Mercedes de Zayas y Benavides | 1798-1848  |
| IV   | Nicolás Osorio y Zayas                     | 1848-1866  |
| V    | José Osorio y Silva                        | 1866-1909  |
| VI   | Miguel Osorio y Martos                     | 1910-1942  |
| VII  | María del Rosario Osorio y Díez de Rivera  | 1951-1978  |
| VIII | Rafael Márquez y Osorio                    | desde 1978 |

### Árbol genealógico
| | | | | | |  |  | Cristóbal de Moscoso y Montemayor, I conde de las Torres, luego I duque de Algete (1656-1749)                       |                                                                                            |                                                                                            |                                                                                            |                                                                                            |                                                                                            |  |  |                                                    |                                                    |                                                    |                                                    |                                                    |                                                    |  |  |  |  |  |  |  |  |  |  |
| | | | | | |  |  | |                                                                                            |                                                                                            |                                                                                            |                                                                                            |                                                                                            |  |  |                                                    |                                                    |                                                    |                                                    |                                                    |                                                    |  |  |  |  |  |  |  |  |  |  |
| | | | | | |  |  | María de Moscoso y Montemayor                                                                                       |                                                                                            |                                                                                            |                                                                                            |                                                                                            |                                                                                            |  |  |                                                    |                                                    |                                                    |                                                    |                                                    |                                                    |  |  |  |  |  |  |  |  |  |  |
| | | | | | |  |  | |                                                                                            |                                                                                            |                                                                                            |                                                                                            |                                                                                            |  |  |                                                    |                                                    |                                                    |                                                    |                                                    |                                                    |  |  |  |  |  |  |  |  |  |  |
| | | | | | |  |  | Alonso de Zayas, II duque de Algete, II conde de las Torres (1720–1798)                                             |                                                                                            |                                                                                            |                                                                                            |                                                                                            |                                                                                            |  |  |                                                    |                                                    |                                                    |                                                    |                                                    |                                                    |  |  |  |  |  |  |  |  |  |  |
| | | | | | |  |  | |                                                                                            |                                                                                            |                                                                                            |                                                                                            |                                                                                            |  |  |                                                    |                                                    |                                                    |                                                    |                                                    |                                                    |  |  |  |  |  |  |  |  |  |  |
| | | | | | |  |  | Cristóbal de Zayas, III marqués de Cullera (1749–1768)                                                              |                                                                                            |                                                                                            |                                                                                            |                                                                                            |                                                                                            |  |  |                                                    |                                                    |                                                    |                                                    |                                                    |                                                    |  |  |  |  |  |  |  |  |  |  |
| | | | | | |  |  | |                                                                                            |                                                                                            |                                                                                            |                                                                                            |                                                                                            |  |  |                                                    |                                                    |                                                    |                                                    |                                                    |                                                    |  |  |  |  |  |  |  |  |  |  |
| | | | | | |  |  | María de las Mercedes de Zayas, marquesa de Alcañices, III duquesa de Algete, III condesa de las Torres (1767–1848) |                                                                                            |                                                                                            |                                                                                            |                                                                                            |                                                                                            |  |  |                                                    |                                                    |                                                    |                                                    |                                                    |                                                    |  |  |  |  |  |  |  |  |  |  |
| | | | | | |  |  | |                                                                                            |                                                                                            |                                                                                            |                                                                                            |                                                                                            |  |  |                                                    |                                                    |                                                    |                                                    |                                                    |                                                    |  |  |  |  |  |  |  |  |  |  |
| | | | | | |  |  | Nicolás Osorio, XVI marqués de Alcañices, IV conde de las Torres (1799–1866)                                        |                                                                                            |                                                                                            |                                                                                            |                                                                                            |                                                                                            |  |  |                                                    |                                                    |                                                    |                                                    |                                                    |                                                    |  |  |  |  |  |  |  |  |  |  |
| | | | | | |  |  | |                                                                                            |                                                                                            |                                                                                            |                                                                                            |                                                                                            |  |  |                                                    |                                                    |                                                    |                                                    |                                                    |                                                    |  |  |  |  |  |  |  |  |  |  |
| | | | | | |  |  | |                                                                                            |                                                                                            |                                                                                            |                                                                                            |                                                                                            |  |  |                                                    |                                                    |                                                    |                                                    |                                                    |                                                    |  |  |  |  |  |  |  |  |  |  |
| José Osorio, XVII marqués de Alcañices, V conde de las Torres (1825–1909)                           | José Osorio, XVII marqués de Alcañices, V conde de las Torres (1825–1909)                           | José Osorio, XVII marqués de Alcañices, V conde de las Torres (1825–1909)                           | José Osorio, XVII marqués de Alcañices, V conde de las Torres (1825–1909)                           | José Osorio, XVII marqués de Alcañices, V conde de las Torres (1825–1909)                           | José Osorio, XVII marqués de Alcañices, V conde de las Torres (1825–1909)                           |  |  | Joaquín Osorio, marqués de los Arenales (1826–1857)                                                                 | Joaquín Osorio, marqués de los Arenales (1826–1857)                                        | Joaquín Osorio, marqués de los Arenales (1826–1857)                                        | Joaquín Osorio, marqués de los Arenales (1826–1857)                                        | Joaquín Osorio, marqués de los Arenales (1826–1857)                                        | Joaquín Osorio, marqués de los Arenales (1826–1857)                                        |  |  |                                                    |                                                    |                                                    |                                                    |                                                    |                                                    |  |  |  |  |  |  |  |  |  |  |
| José Osorio, XVII marqués de Alcañices, V conde de las Torres (1825–1909)                           | José Osorio, XVII marqués de Alcañices, V conde de las Torres (1825–1909)                           | José Osorio, XVII marqués de Alcañices, V conde de las Torres (1825–1909)                           | José Osorio, XVII marqués de Alcañices, V conde de las Torres (1825–1909)                           | José Osorio, XVII marqués de Alcañices, V conde de las Torres (1825–1909)                           | José Osorio, XVII marqués de Alcañices, V conde de las Torres (1825–1909)                           |  |  | Joaquín Osorio, marqués de los Arenales (1826–1857)                                                                 | Joaquín Osorio, marqués de los Arenales (1826–1857)                                        | Joaquín Osorio, marqués de los Arenales (1826–1857)                                        | Joaquín Osorio, marqués de los Arenales (1826–1857)                                        | Joaquín Osorio, marqués de los Arenales (1826–1857)                                        | Joaquín Osorio, marqués de los Arenales (1826–1857)                                        |  |  |                                                    |                                                    |                                                    |                                                    |                                                    |                                                    |  |  |  |  |  |  |  |  |  |  |
| | | | | | |  |  | Miguel Osorio, XVII duque de Alburquerque, VI conde de las Torres (1886–1942)                                       |                                                                                            |                                                                                            |                                                                                            |                                                                                            |                                                                                            |  |  |                                                    |                                                    |                                                    |                                                    |                                                    |                                                    |  |  |  |  |  |  |  |  |  |  |
| | | | | | |  |  | |                                                                                            |                                                                                            |                                                                                            |                                                                                            |                                                                                            |  |  |                                                    |                                                    |                                                    |                                                    |                                                    |                                                    |  |  |  |  |  |  |  |  |  |  |
| | | | | | |  |  | |                                                                                            |                                                                                            |                                                                                            |                                                                                            |                                                                                            |  |  |                                                    |                                                    |                                                    |                                                    |                                                    |                                                    |  |  |  |  |  |  |  |  |  |  |
| Beltrán Osorio, XVIII duque de Alburquerque (1918–1994) Con sucesión en los duques de Alburquerque. | Beltrán Osorio, XVIII duque de Alburquerque (1918–1994) Con sucesión en los duques de Alburquerque. | Beltrán Osorio, XVIII duque de Alburquerque (1918–1994) Con sucesión en los duques de Alburquerque. | Beltrán Osorio, XVIII duque de Alburquerque (1918–1994) Con sucesión en los duques de Alburquerque. | Beltrán Osorio, XVIII duque de Alburquerque (1918–1994) Con sucesión en los duques de Alburquerque. | Beltrán Osorio, XVIII duque de Alburquerque (1918–1994) Con sucesión en los duques de Alburquerque. |  |  | María del Rosario Osorio, duquesa de Santa Cristina, VII condesa de las Torres (1922–2009)                          | María del Rosario Osorio, duquesa de Santa Cristina, VII condesa de las Torres (1922–2009) | María del Rosario Osorio, duquesa de Santa Cristina, VII condesa de las Torres (1922–2009) | María del Rosario Osorio, duquesa de Santa Cristina, VII condesa de las Torres (1922–2009) | María del Rosario Osorio, duquesa de Santa Cristina, VII condesa de las Torres (1922–2009) | María del Rosario Osorio, duquesa de Santa Cristina, VII condesa de las Torres (1922–2009) |  |  |                                                    |                                                    |                                                    |                                                    |                                                    |                                                    |  |  |  |  |  |  |  |  |  |  |
| Beltrán Osorio, XVIII duque de Alburquerque (1918–1994) Con sucesión en los duques de Alburquerque. | Beltrán Osorio, XVIII duque de Alburquerque (1918–1994) Con sucesión en los duques de Alburquerque. | Beltrán Osorio, XVIII duque de Alburquerque (1918–1994) Con sucesión en los duques de Alburquerque. | Beltrán Osorio, XVIII duque de Alburquerque (1918–1994) Con sucesión en los duques de Alburquerque. | Beltrán Osorio, XVIII duque de Alburquerque (1918–1994) Con sucesión en los duques de Alburquerque. | Beltrán Osorio, XVIII duque de Alburquerque (1918–1994) Con sucesión en los duques de Alburquerque. |  |  | María del Rosario Osorio, duquesa de Santa Cristina, VII condesa de las Torres (1922–2009)                          | María del Rosario Osorio, duquesa de Santa Cristina, VII condesa de las Torres (1922–2009) | María del Rosario Osorio, duquesa de Santa Cristina, VII condesa de las Torres (1922–2009) | María del Rosario Osorio, duquesa de Santa Cristina, VII condesa de las Torres (1922–2009) | María del Rosario Osorio, duquesa de Santa Cristina, VII condesa de las Torres (1922–2009) | María del Rosario Osorio, duquesa de Santa Cristina, VII condesa de las Torres (1922–2009) |  |  |                                                    |                                                    |                                                    |                                                    |                                                    |                                                    |  |  |  |  |  |  |  |  |  |  |
| | | | | | |  |  | |                                                                                            |                                                                                            |                                                                                            |                                                                                            |                                                                                            |  |  |                                                    |                                                    |                                                    |                                                    |                                                    |                                                    |  |  |  |  |  |  |  |  |  |  |
| | | | | | |  |  | Miguel Márquez, V duque de Santa Cristina (n. 1947)                                                                 | Miguel Márquez, V duque de Santa Cristina (n. 1947)                                        | Miguel Márquez, V duque de Santa Cristina (n. 1947)                                        | Miguel Márquez, V duque de Santa Cristina (n. 1947)                                        | Miguel Márquez, V duque de Santa Cristina (n. 1947)                                        | Miguel Márquez, V duque de Santa Cristina (n. 1947)                                        |  |  | Rafael Márquez, VIII conde de las Torres (n. 1949) | Rafael Márquez, VIII conde de las Torres (n. 1949) | Rafael Márquez, VIII conde de las Torres (n. 1949) | Rafael Márquez, VIII conde de las Torres (n. 1949) | Rafael Márquez, VIII conde de las Torres (n. 1949) | Rafael Márquez, VIII conde de las Torres (n. 1949) |  |  |  |  |  |  |  |  |  |  |
| | | | | | |  |  | Miguel Márquez, V duque de Santa Cristina (n. 1947)                                                                 | Miguel Márquez, V duque de Santa Cristina (n. 1947)                                        | Miguel Márquez, V duque de Santa Cristina (n. 1947)                                        | Miguel Márquez, V duque de Santa Cristina (n. 1947)                                        | Miguel Márquez, V duque de Santa Cristina (n. 1947)                                        | Miguel Márquez, V duque de Santa Cristina (n. 1947)                                        |  |  | Rafael Márquez, VIII conde de las Torres (n. 1949) | Rafael Márquez, VIII conde de las Torres (n. 1949) | Rafael Márquez, VIII conde de las Torres (n. 1949) | Rafael Márquez, VIII conde de las Torres (n. 1949) | Rafael Márquez, VIII conde de las Torres (n. 1949) | Rafael Márquez, VIII conde de las Torres (n. 1949) |  |  |  |  |  |  |  |  |  |  |
| | | | | | |  |  | |                                                                                            |                                                                                            |                                                                                            |                                                                                            |                                                                                            |  |  | José Márquez y González de Gregorio (n. 1978)      |                                                    |                                                    |                                                    |                                                    |                                                    |  |  |  |  |  |  |  |  |  |  |